# Græsted Film & Fjernsyn
Græsted Film & Fjernsyn Aps er et dansk produktionsselskab ejet af Wikke & Rasmussen og ligger, trods navnet, i Hvidovre.

## De tidlige år
Michael Wikke og Steen Rasmussen underholdt igennem det meste af 80'erne med seersucceser som Robin Hat, Tonny Toupé-Show – tv, der dræber!, Sonny Soufflé Chok Show – gys for hele familien!, og sidst men ikke mindst, Ronnie Rosé siger helt godnat. En række tv-programmer sendt fra et parcelhus i kredsløb om jorden, hvor bl.a. Jørgen Leth læste egne digte, atomfysikeren Holger Bech Nielsen fortalt om Einsteins relativitetsteori blandt flere andre gæstestjerner. Serien indeholdt også en serie go'nat eventyr for voksne.
Efter Ronnie Rosé, der ikke var lige så stor en succes som Sonny Soufflé, sendtes Søren Kierkegaard Road Show, som samme år blev Danmarks Radios bidrag til den Internationale TV-festival i Montreux, hvor den vandt pris.
Wikke og Rasmussen skriver, instruerer, producerer og medvirker ofte i deres egne produktioner som oftest produceres af deres filmselskab Græsted Film & Fjernsyn. De har bl.a. lavet filmene Russian Pizza Blues, Hannibal og Jerry, Motello, Se dagens lys (tv-film), Flyvende farmor og Der var engang en dreng - som fik en lille søster med vinger.

### Brødrene Bisp
Som et fast indslag i Sonny Soufflé Chok Show var Brødrene Bisp – to biskopper, der tager rundt og gør gode gerninger. Brødrene Bisp kørte i en matsort Volvo Amazon, og havde skæg og briller som klart var inspireret af bandet ZZ Top. Brøderne Bisp bærer også en vis lighed med en af Monty Pythons karakterer, kaldet "The Bishop" , en Biskop som kører i en sportsvogn og forsøger at forhindre uretfærdigheder.

## Personerne bag
Wikke & Rasmussen (Michael Wikke og Steen Rasmussen) har siden 1980'erne arbejdet sammen som skuespillere, instruktører, manuskriptforfattere og producere i radio, på tv og film.
I 1983 mødte de hinanden i DR's B&U-afdeling, og allerede året efter dannede de produktionsselskabet Græsted Film & Fjernsyn ApS.

## Produktioner

### Radio
Alle radio-produktioner er sendt på DR.
- Pas på varerne, Arne! (1984) – 93 afsnit i Børneradio på P3.
- Særløse Overdrev (2003) – 28 afsnit på P4.
- Fredløse Folkeblad (2004) – 88 afsnit på P4.
- Mord, Mor (2007) – Radiodrama.

### TV
Alle tv-produktioner er vist på DR, med mindre andet er nævnt.
- Robin Hat – tak fordi vi kom (1983) – 6 afsnit (kan ses på DR Bonanza )
- Robin Hat & jagten på den forsvundne hat (1984) – 6 afsnit
- Fredag i farver (1984) – 5 afsnit
- Tonny Toupé Show (1985-1986) – 5 afsnit (kan ses på DR Bonanza)
- Sonny Soufflé Chok Show (1986-1987) – 5 afsnit (kan ses på DR Bonanza)
- Ronnie Rosé Si'r Helt Go'nat (1988) – 3 afsnit
- Johansens sidste ugudelige dage (1988) – tv-drama med manuskript af Steen Kaalø
- Søren Kierkegaard Roadshow (1990) – 3 afsnit
- Europa Symphony (1991) – 2 afsnit
- Russian Pizza Blues (1994) – tv-serie baseret på filmen af samme navn
- Hundehotellet (2000) – dansk versionering af svensk tegnefilm
- Anna & Peter (2000) – børneserie
- Den røde citron (2001-2002) – 10 afsnit for TV2 Zulu
- Se dagens lys (2003) – tv-drama baseret på roman af samme navn af Svend Åge Madsen
- Motormagasinet (2004) – 8 afsnit
- Far, mor og bjørn (2008) - børneprogram
- DRs Julekalender "Julestjerner" (2012)

### Film
- Russian Pizza Blues (1992)
- Hannibal og Jerry (1997)
- Motello (1998)
- Flyvende farmor (2001)
- Der var engang en dreng – som fik en lillesøster med vinger (2006)
- Gooseboy (2019)

### Sange
Langt de fleste af Wikke & Rasmussens radio-, film, og tv-produktioner har indeholdt parrets egne sange.
De har blandt andet skrevet: "Voldsom Volvo" (Musik: Billy Cross), "Ridder Lykke" (Musik: Jesper Winge Leisner),
"Brug dit hjerte som telefon" (Musik: Stig Kreutzfeldt), "Jeg vil ha' en baby" (Musik: Poul Halberg) blandt mange andre.

## Priser og hædersbevisninger
- 1990: Priser for Søren Kierkegaard Roadshow på tv-festivaler i Montreux og New York.
- 1993: Publikumsprisen og pressejuryens pris ved den Internationale Filmfestival i Mannheim for Russian Pizza Blues.
- 1998: Danish Music Award for cd-en til Hannibal og Jerry
- 2001: Nordische Filmtage Lübeck, Børnejuryens pris for filmen "Flyvende Farmor" Arkiveret 12. juli 2011 hos  Wayback Machine.
- 2007: Danish Music Award DMA 2007 for soundtracket med sange og musik fra deres spillefilm "Der var engang en dreng – som fik en lillesøster med vinger"